# Tempio di Saturno
Il tempio di Saturno fu edificato nel Foro Romano a Roma nei primi anni dell'età repubblicana e subì numerosi restauri fino al tardo IV secolo. Si trova ai piedi del Campidoglio, a sud-ovest dei Rostra imperiali.

## Storia
Il Tempio di Saturno è il più antico luogo sacro di Roma dopo il Tempio di Vesta e quello di Giove, anche se non esiste accordo sulla data in cui fu consacrato a Saturno.
Per una versione fu consacrato da Tullo Ostilio,, per un'altra fu consacrato sotto il consolato di Aulo Sempronio Atratino e Marco Minucio Augurino  nel 497 a.C., sul luogo dove i Romani credevano che Ercole avesse dedicato un'ara al dio.
Ancora per un'altra fonte la sua costruzione dovette essere già iniziata nel periodo regio, con l'inaugurazione nei primissimi anni della Repubblica. La data della prima consacrazione oscilla infatti, secondo gli studiosi, tra il 501 e il 498 a.C.: Macrobio riporta come votato (promesso in voto) dal re Tarquinio il Superbo e dedicato da Tito Larcio (dittatore in entrambe le date).
Altre fonti lo attribuiscono ad un Lucio Furio, ma si tratta forse di un restauro agli inizi del IV secolo a.C. in seguito alle distruzioni dell'incendio gallico.

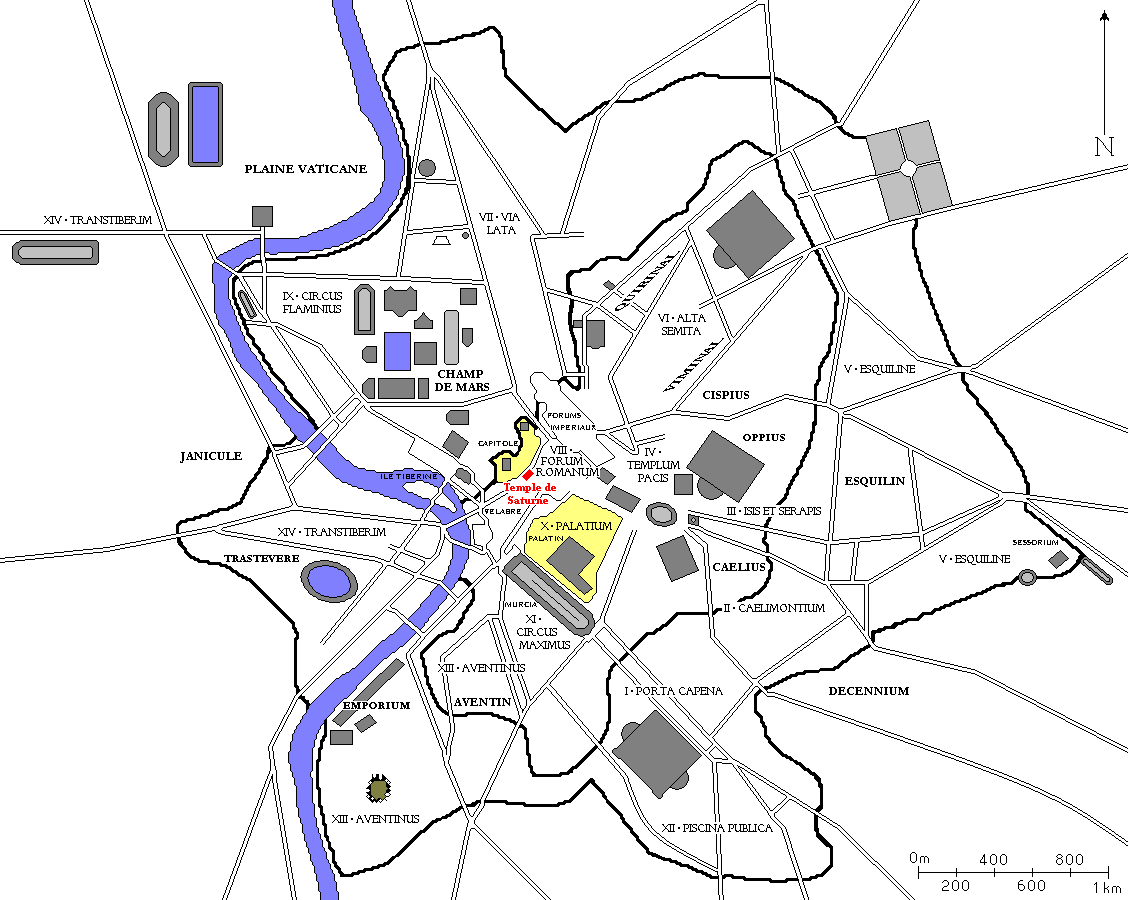
Posizione del tempio

Un totale rifacimento dell'edificio si ebbe a partire dal 42 a.C. ad opera del console Lucio Munazio Planco, con il bottino del suo trionfo sulla popolazione alpina dei Reti, o secondo altre fonti col bottino di guerra preso in Siria .
(testo scritto sulla lapide dedicatoria posta sulla porta del suo mausoleo in Gaeta.)
Dopo l'incendio di Carino del 283 d.C. dovette di nuovo essere restaurato.
La cella del tempio, grazie a testimonianze dell'epoca, nel XV secolo era ancora intatta; successivamente il tempio rimase sepolto, fino a quanto non fu riportato alla luce nel XIX secolo, durante gli scavi che interessarono grande parte del Foro.

## Descrizione

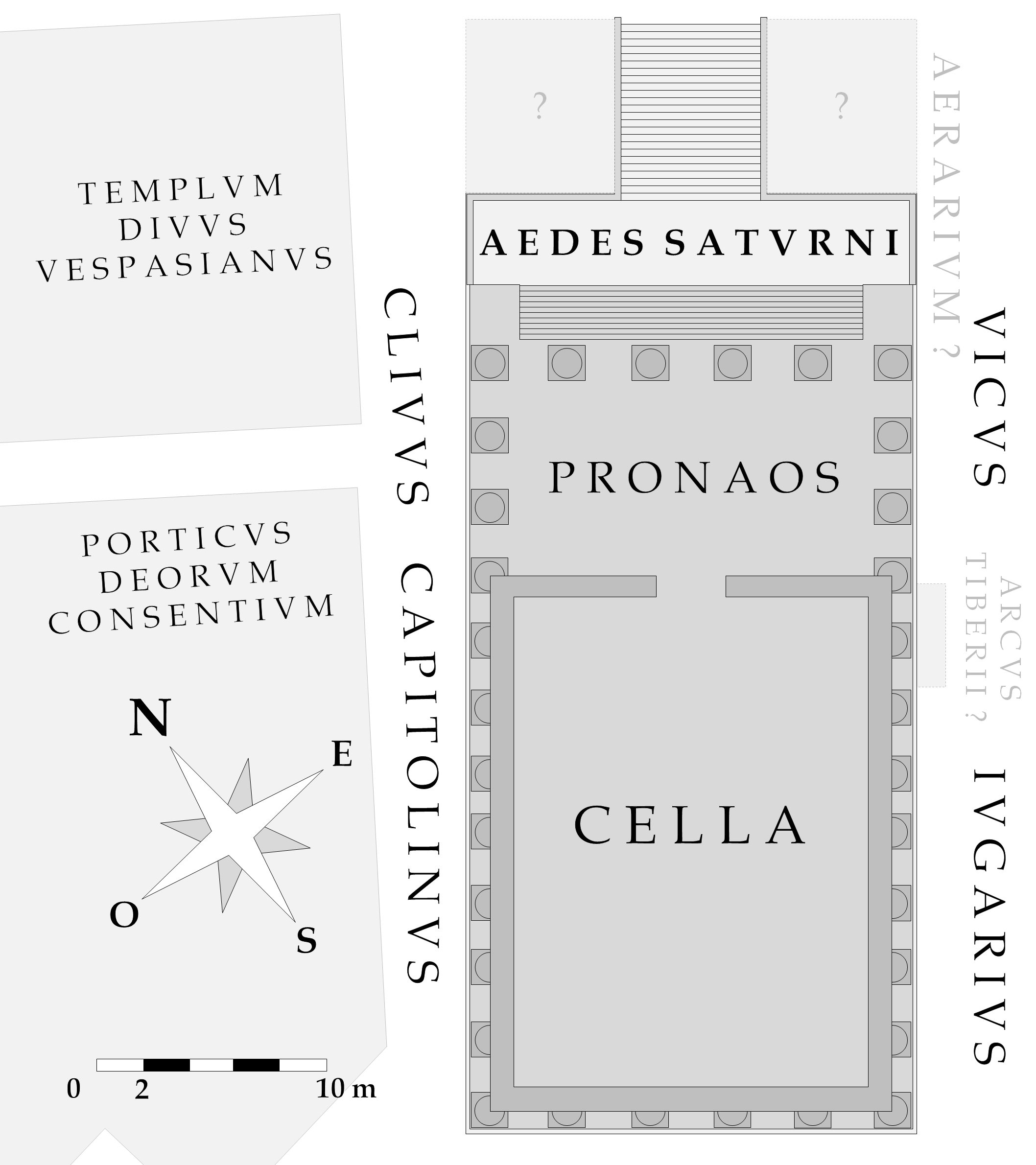
Pianta del Tempio di Saturno

I resti attualmente visibili dell'edificio appartengono a epoche diverse; gli elementi del podio risalgono sia alla costruzione originaria che al restauro di Planco, mentre al restauro del tardo III secolo si devono i fusti di colonna in granito grigio e rosa (restano solo quelli della facciata e i primi due dei lati) e i capitelli ionici a quattro facce. 

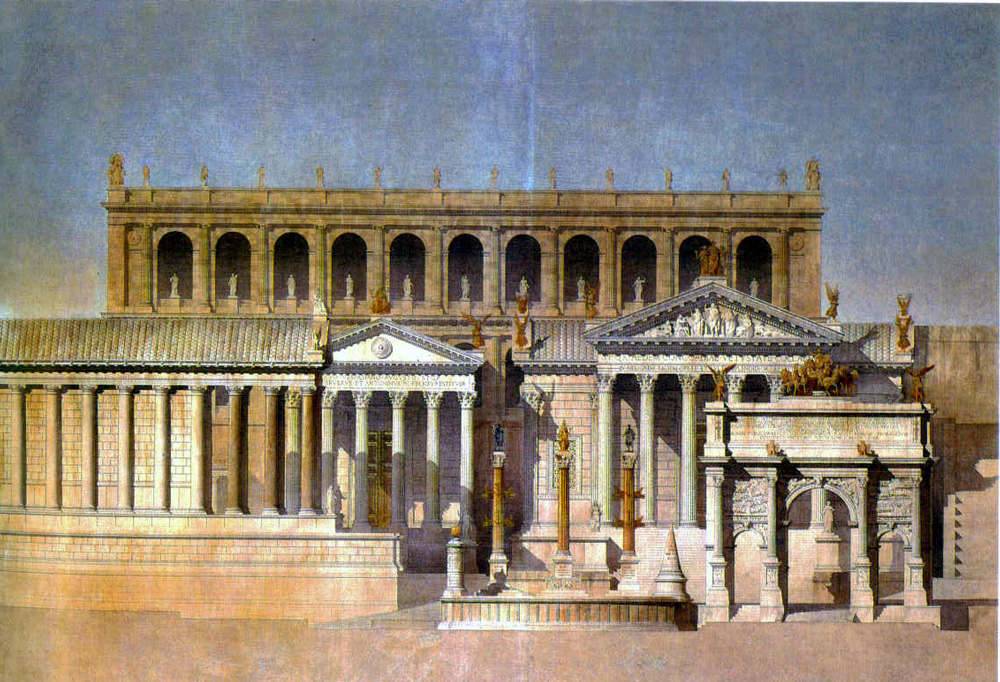
Ricostruzione del Foro romano con a sinistra il tempio di Saturno

La trabeazione è costituita da elementi di reimpiego: il fregio-architrave mostra l'originaria decorazione della fine del II-inizi del III secolo sul lato interno del pronao, mentre il retro fu rilavorato per accogliere la nuova iscrizione di dedica, che ricorda la ricostruzione dopo un incendio: SENATUS POPULUSQUE ROMANUS INCENDIO CONSUMPTUM RESTITUIT. La cornice con mensole è ancora quella dell'edificio di Munazio Planco, rimontata. A causa dell'ampliamento i blocchi della trabeazione vennero integrati con blocchi più piccoli, posti al centro di ciascun capitello.
Risale alla più antica ristrutturazione di Munazio Planco la gran parte del podio in opera cementizia rivestito di travertino, con una scalinata frontale che attraversava un avancorpo (in gran parte crollato) entro il quale era aperto un vano. Si accedeva a questo ambiente da una porta verso est, della quale resta ancora la soglia. Qui probabilmente aveva sede l'Erario, il tesoro dello Stato romano.

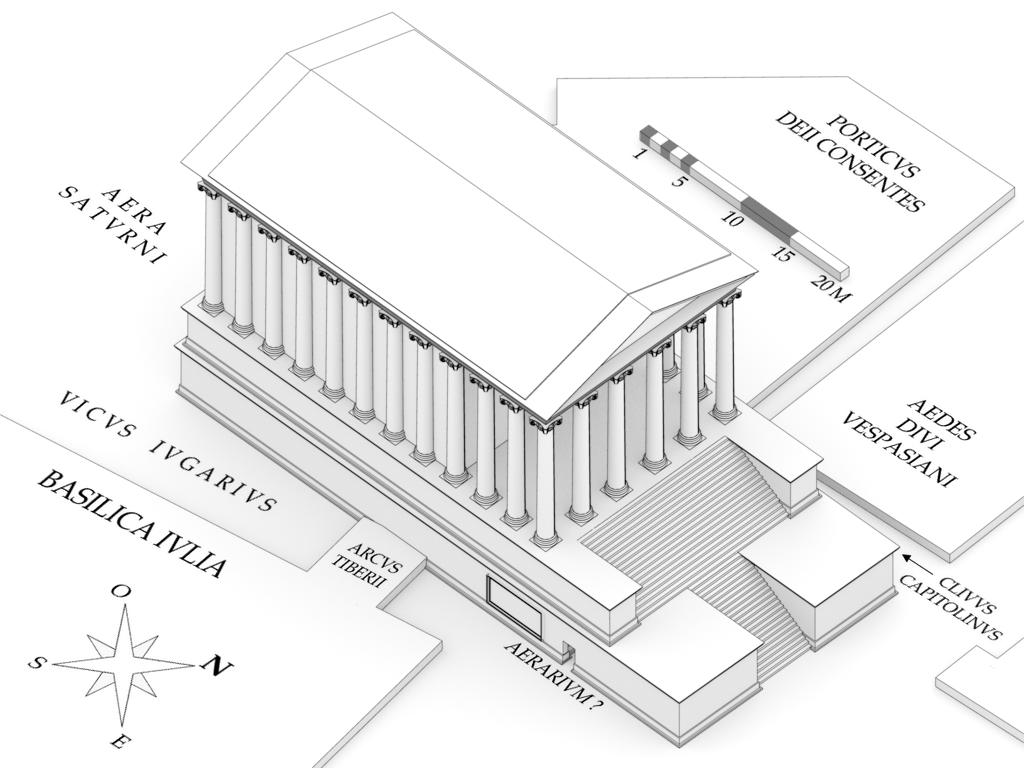
Restituzione ipotetica del tempio di Saturno

La facciata orientale del podio mostra i numerosi fori che disegnano la sagoma di un grande pannello rettangolare, dove venivano affissi i vari documenti pubblici, ampiamente citato dalle fonti.
A est del Tempio si concludeva la via Sacra, incrociandosi col vicus Iugarius e proseguendo, attorno alla facciata, come clivo capitolino; nel 174 a.C. fu costruito un portico che dal tempio saliva al Campidoglio, seguendo il percorso del clivio. Appena prima dell'incrocio si trovava lo scomparso arco di Tiberio (16 d.C., celebrante le vittorie di Germanico).
La statua di Saturno posta nella cella del tempio, velata e con in mano una falce, era cava e interamente riempita di olio. Le gambe venivano legate con bende di lana, sciolte solo in occasione dei Saturnali. La statua era portata in processione durante la processione del Trionfo.
Il timpano del tempio era adornato con statue di Tritoni con cavalli.

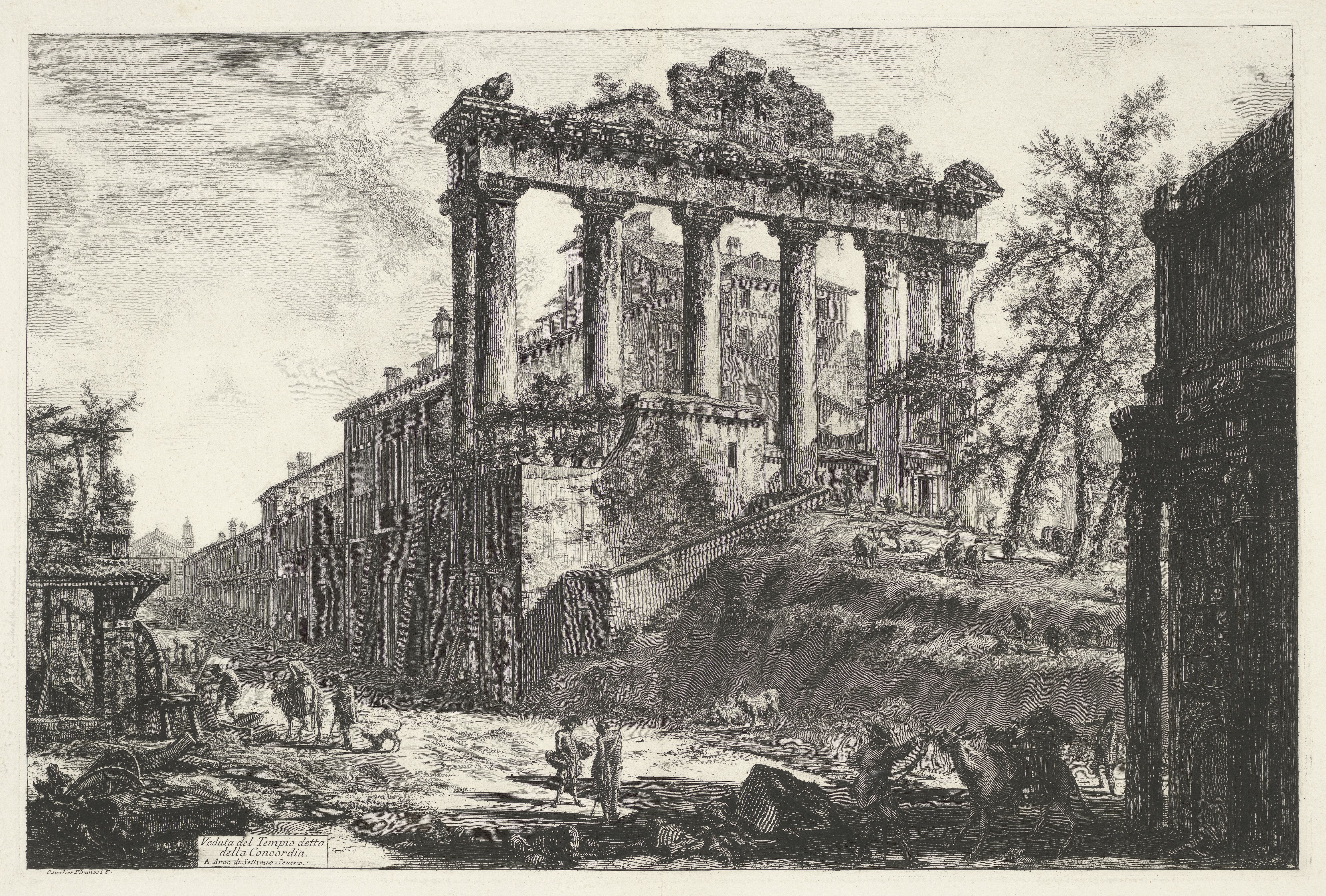
Tempio di Saturno (tra 1748 e il 1778) disegnato da Piranesi, e da lui erroneamente identificato come il Tempio della Concordia

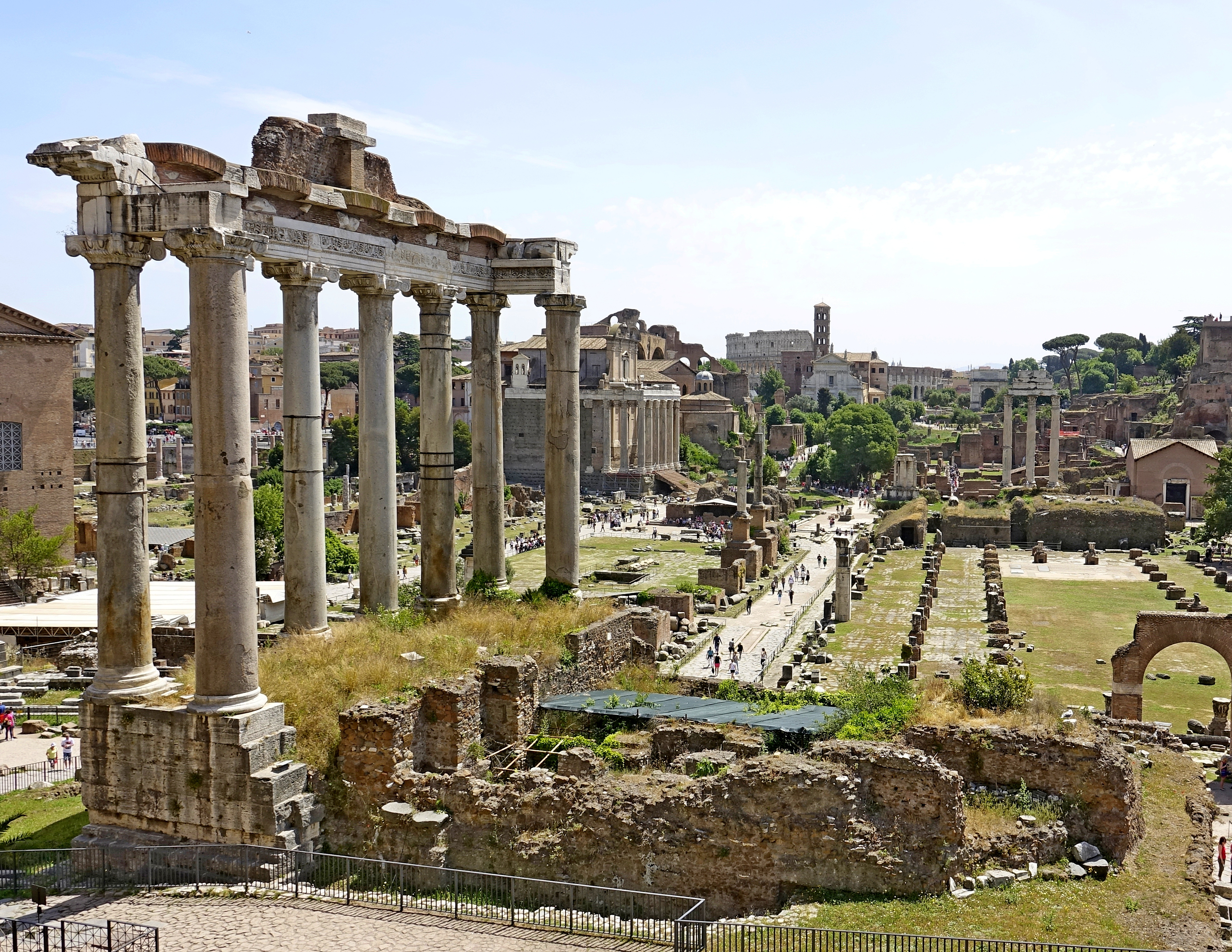
Vista frontale dei resti dal retro del tempio

## Funzioni
Vi si tenevano i saturnali, tra le feste più partecipate dai Romani, che avevano inizio il 17 dicembre con grandi banchetti e sacrifici. I partecipanti usavano scambiarsi l'augurio io Saturnalia, accompagnato da piccoli doni simbolici, detti strenne.
Durante questi festeggiamenti era sovvertito l'ordine sociale: in un mondo alla rovescia, gli schiavi potevano considerarsi temporaneamente degli uomini liberi, e potevano comportarsi di conseguenza; veniva eletto, tramite estrazione a sorte, un princeps - una sorta di caricatura della classe nobile - a cui veniva assegnato ogni potere.
Nel tempio si conservava il tesoro statale (aerarium) di cui si occupavano i questori; la prima notizia sull'erario ci viene fornita da Tito Livio, per il quale il tesoro dello Stato,dopo l'incendio del 387 a.C., veniva custodito  nel tempio di Saturno. Fu collocato fisicamente sotto la protezione di Saturno, probabilmente per buono auspicio, in riferimento al mito secondo il quale durante la reggenza terrestre di questa divinità il popolo poté godere di una vera e propria età dell'oro.
Nel tempio inoltre si conservavano gli archivi dello stato, le insegne e una bilancia per la pesatura ufficiale del metallo. Successivamente l'aerarium dovette essere spostato in un apposito edificio nelle vicinanze e anche gli archivi furono trasferiti nel Tabularium. Il podio del tempio era utilizzato per l'affissione di leggi e documenti pubblici.